# Faule
Faule es una localidad y comune italiana de la provincia de Cuneo, región de Piamonte, con 506 habitantes.

## Evolución demográfica

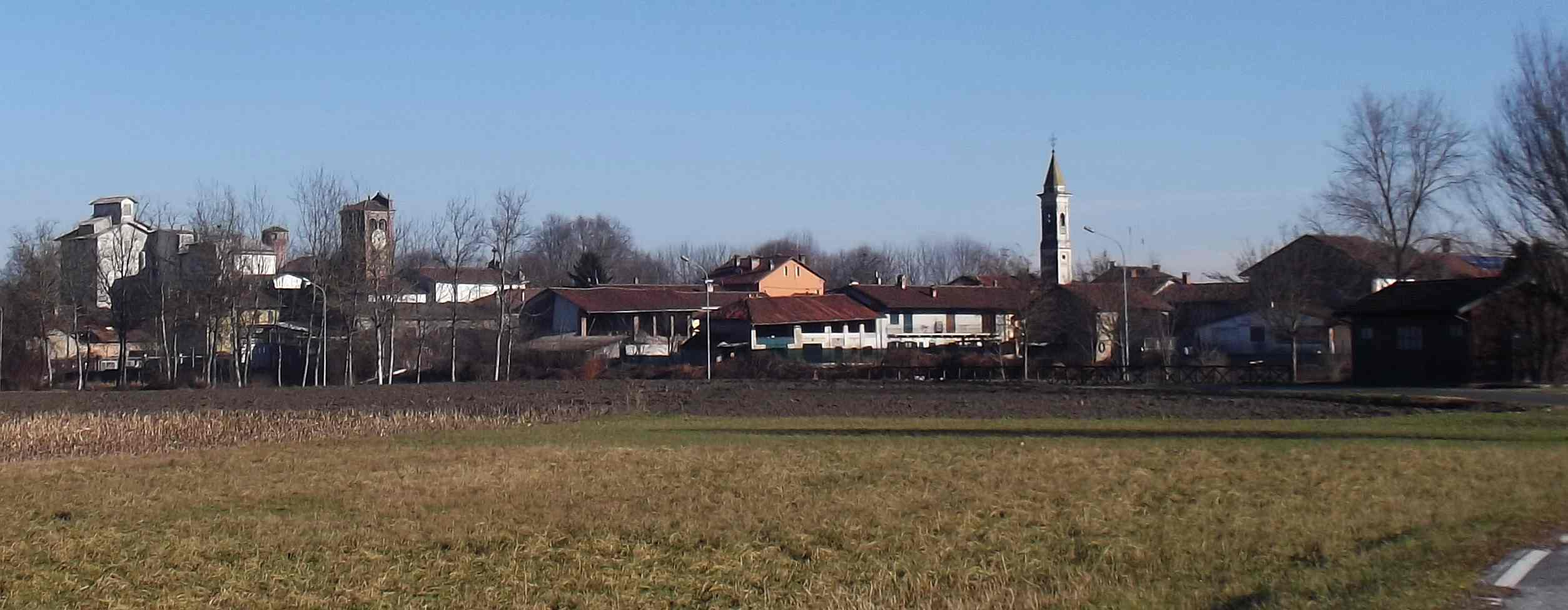
Panorama

| Gráfica de evolución demográfica de Faule entre 1861 y            |
|                                                                   |
| Fuente ISTAT - elaboración gráfica de Wikipedia e comuna de Faule |